# Prosthaptus exuberatus
Prosthaptus exuberatus es una especie de coleóptero de la familia Cantharidae.

## Distribución geográfica
Habita en Congo, Kinshasa.